# ویپل (دهانه)
ویپل یک دهانه برخوردی در ماه است.